# Wilhelm Godau
Wilhelm Godau (* 7. April 1891 in Danzig; † 31. Juli 1983 in Trossingen) war ein deutscher Politiker (SPD Danzig) und Volkstagsabgeordneter.
Wilhelm Godau, der evangelischer Konfession war, war der Sohn eines Arbeiters und arbeitete selbst nach dem Besuch der Volksschule als ungelernter Arbeiter in Danzig. Im Ersten Weltkrieg leistete er von 1914 bis 1918 Kriegsdienst und schied als Unteroffizier aus. Er war verheiratet.
1912 trat er der SPD bei. Von 1933 bis 1938 war er für seine Partei zwei Wahlperioden lang Landtagsabgeordneter im Danziger Volkstag. Am 4. Oktober 1936 wurde er festgenommen und wegen angeblichem Waffenbesitz verurteilt. Im August 1937 wurden ihm Geldzuwendungen bei Übertritt zur NSDAP angeboten.
Nach der Flucht aus Danzig lebte er ab 1945 in Trossingen.